# Werner Großmann
Werner Großmann (ur. 6 marca 1929 w Oberebenheit w Saksonii, zm. 28 stycznia 2022 w Berlinie) – niemiecki generał, zastępca ministra bezpieczeństwa państwowego NRD (1986-1989).

## Życiorys
Urodzony w rodzinie robotniczej, 1945 zmobilizowany do Volkssturmu, po wojnie uczył się w Dreźnie. Od 1952 funkcjonariusz Stasi, 1953 skończył Szkołę Głównego Zarządu Wywiadowczego MBP NRD, 1959-1964 był zastępcą szefa Wydziału A IV Głównego Zarządu Wywiadowczego Ministerstwa Bezpieczeństwa Państwowego NRD, od lutego 1962 p.o. szefa, a od czerwca 1962 do kwietnia 1966 szef tego wydziału, w październiku 1964 mianowany podpułkownikiem. 1966-1968 słuchacz Wyższej Szkoły Partyjnej przy KC KPZR (Высшая партийная школа при ЦК КПСС) w Moskwie, od września 1967 do listopada 1975 szef Wydziału A I Zarządu Planowego Wywiadu MBP NRD, 1969-1972 studiował zaocznie w Wyższej Szkole Prawniczej MBP w Poczdamie (Juristische Hochschule Potsdam), w październiku 1970 awansowany na pułkownika, od listopada 1975 do października 1983 zastępca szefa Głównego Zarządu Wywiadu MBP NRD, w lutym 1978 mianowany generałem majorem. Od października 1983 do listopada 1986 I zastępca szefa Głównego Zarządu Wywiadu MBP NRD, członek Kolegium MBP, w lutym 1985 awansowany na generała porucznika, od listopada 1986 do listopada 1989 szef Głównego Zarządu Wywiadu oraz zastępca ministra bezpieczeństwa państwowego NRD, w październiku 1989 awansowany na generała pułkownika, 1990 zwolniony. Odznaczony Orderem Zasług dla Ojczyzny w Złocie (1980).